# Приватний острів
Приватний острів — острів, що перебуває в приватній власності. Приватні острови існують у всьому світі. Існує тисячі безлюдних островів із потенціалом для розвитку комерційної діяльності, туристичних курортів або приватного рекреаційного використання, багато з яких продаються. Деякі знаменитості, наприклад Джон Леннон, Даяна Росс, Тоні Кертіс, Клаудія Шиффер мають або мали власні приватні острови.

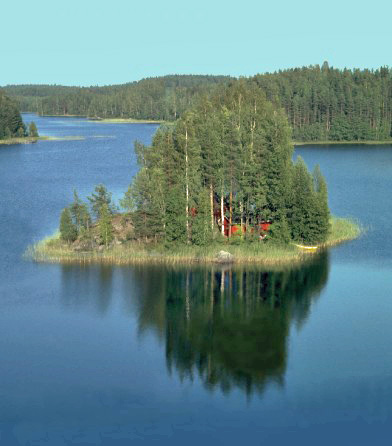
Приватний острів із котеджем у Фінляндії

Практично будь-який острів є територією якоїсь держави, тому для придбання острова потрібно враховувати закони цих держав. Наприклад, острови, що належать Китаю, неможливо купити, але можна взяти в оренду на термін не більше 50 років. Після придбання острова за законодавством країни, якій він належить, як правило, неможливо оголосити цей острів незалежною територією, хоча спроби створення мікродержав були. Так, мільйонер із Лас-Вегасу Майкл Олівер намагався створити в південній частині Тихого океану Республіку Мінерва.
«Приватні» острови у Великій Британії, Бразилії тощо не є юридично повністю приватними, оскільки залишаються доступними громадськості. На них може відпочивати будь-хто, попри претензії власників землі.

## Ціни
На 2011 рік тропічний острів у Карибському морі можна було купити за 12 000 000 доларів США (площа 140 га, злітно-посадкова смуга для приватного літака, велика вілла та будинок для персоналу); острів у Середземному морі в районі Монако обходився приблизно в 7 500 000 доларів США (велика гавань для яхти); острів у Новій Зеландії — 5 000 000 доларів США (площа 22 км2, вівчарська ферма, будинок); незабудований острів у Карибському морі біля берегів Белізу — 700 000 доларів США; острів біля східного узбережжя Канади — 200 000 доларів США.

## Знаменитості, що володіють або мали острови
- Марлон Брандо — атол Тетіароа[en], Французька Полінезія
- Джон Леннон — Дориніш[en] у затоці Клю[en], Ірландія
- Мел Гібсон — Манго[en] (22 км2), Фіджі
- Еррол Флінн — Неві[en], Ямайка
- Джин Гекмен — острів у провінції Британська Колумбія, Канада
- Даяна Росс — колишня власниця Taíno, Французька Полінезія
- Тед Тернер — острів St Phyllis, Південна Кароліна, США
- Ніколас Кейдж — Leaf Cay, Багамські Острови[2]
- Малколм Форбс[en] — Laucala (12 км2), Фіджі
- Реймонд Берр — Найтаба[en], Фіджі
- Річард Бренсон — Некер та Москіто[en] — Британські Віргінські Острови
- Аристотель Онассіс — Скорпіос[en][3], Греція
- Девід Коперфілд — Муша Кей[en] (60 га), Багами
- Девід Мердок[en] — Ланаї (364 кв. км.), Гаваї, США
- Чарльз Ліндберг — Ілліс[en] (1,6 га), Бретань, Франція
- Сім'я Бакарді — острів біля Гренади
- Лоренс Рокфеллер[en] — Сенді Кей (острів)[en], Йост Ван Дайк[en] — Британські Віргінські Острови
- Нік Гексум[en] — Мелоді Кей[en], Флорида, США
- Едвард де Боно — Green Island (Австралія), Tessera (Італія), Reklusia (Багами)
- Дін Кеймен — Норт Дамплінг[en] (8 км2), Коннектикут, США
- Джованні Аньєллі — Dino Island, Італія
- Майкл Ондатже — декілька островів, Ірландія
- Бер Гріллс — Острови Святого Тудваля[en] , Уельс, Велика Британія

Компанія The Walt Disney Company 1997 року взяла в оренду на 99 років багамський острів Горда-Кей, який перейменувала на Каставей Кей («Риф кораблетрощі») і відкрила там тематичний парк розваг.